# 게티즈버그 연설

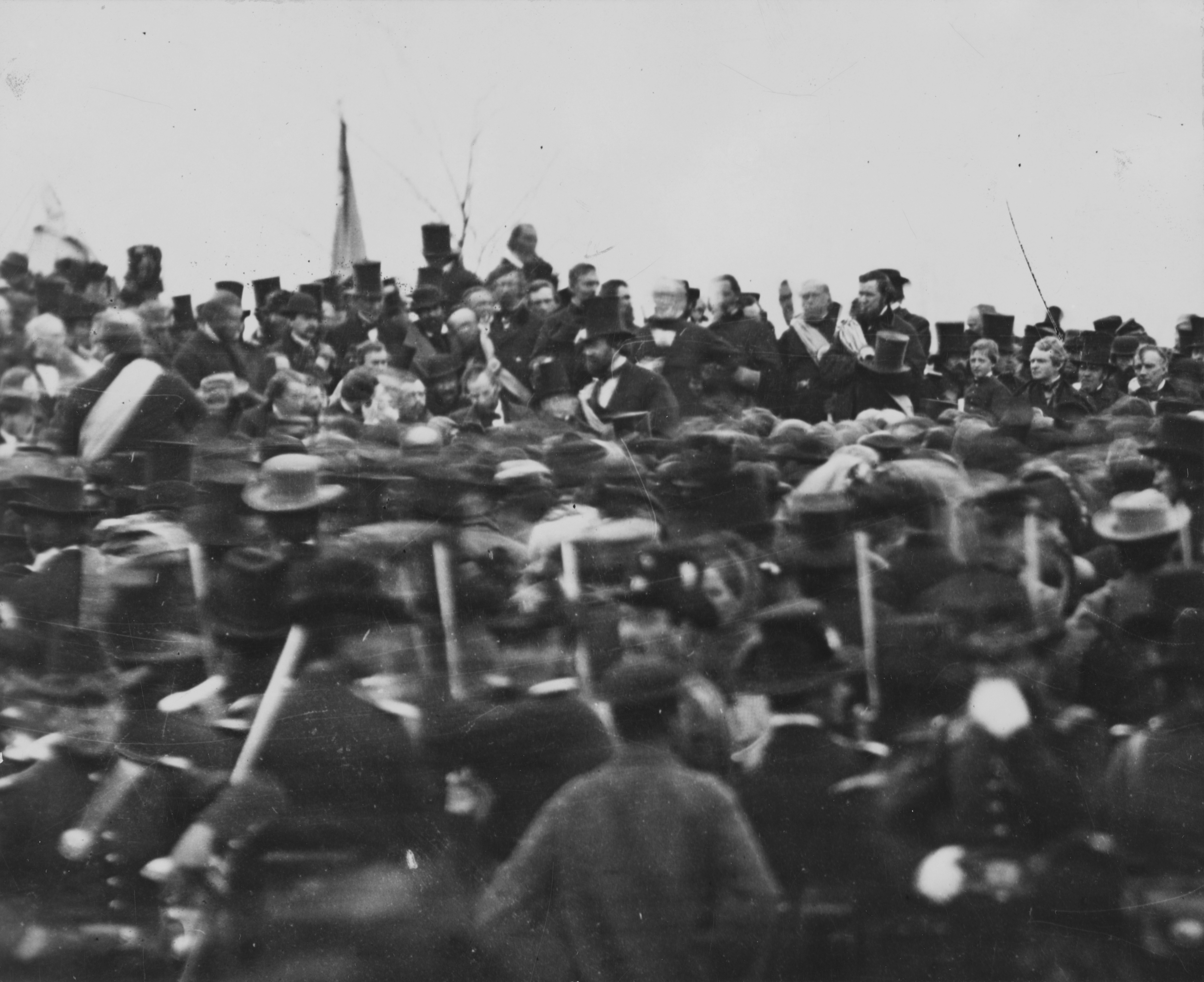
당시 링컨의 모습이 찍힌 유일한 사진(가운데 원 안)

게티즈버그 연설(Gettysburg Address)은 에이브러햄 링컨이 남북 전쟁 중이었던 1863년 11월 19일, 미국 펜실베이니아주 애덤스군 게티즈버그에서 했던 연설이다. 이 연설은 게티즈버그 전투 4개월 후 전장에 세운, 당시 숨졌던 병사를 위한 국립 묘지 봉헌식에서 이루어졌는데, 미국 역사상 가장 많이 인용된 연설 중 하나이자, 가장 위대한 연설로 손꼽힌다.
링컨이 신중히 초안을 짠 이 연설은 당시 두 번째 연설로 거행되었다. 그 내용은 300 단어가 채 안되며 연설은 불과 2~3분 만에 끝이 났다. 하지만 그 내용에는 미합중국 독립선언서에 나타난 인간 평등의 원칙과, 남북전쟁이 단순한 결합이 아닌 모든 국민들에게 참 평등을 가져다 줄 "자유의 재탄생"을 위한 투쟁임을 상기시키는 내용이 들어갔다.
이젠 상징이 되어버린 "여든하고도 일곱해 전에"(Four score and seven years ago)으로 시작되는 연설에서 링컨은, 이 봉헌식을 단순히 게티즈버그 전투에서 숨진 병사들 뿐만 아니라, "인민의, 인민에 의한, 인민을 위한 정부" government of the people, by the people, for the people, shall not perish from the earth) 싸우고 있는 살아있는 사람들에게 헌납하는 것이라고 말했다.
그러나 이 연설의 이러한 역사적 위치와 관심에도 불구하고, 정확한 연설 내용에 대해선 논란이 많다. 게티즈버그 연설의 필사본은 5개가 알려져 있는데, 각각은 여러 가지 세부 사항에서 차이가 있기 때문에 연설의 전문은 추측할 수밖에 없는 상황이다.

## 배경

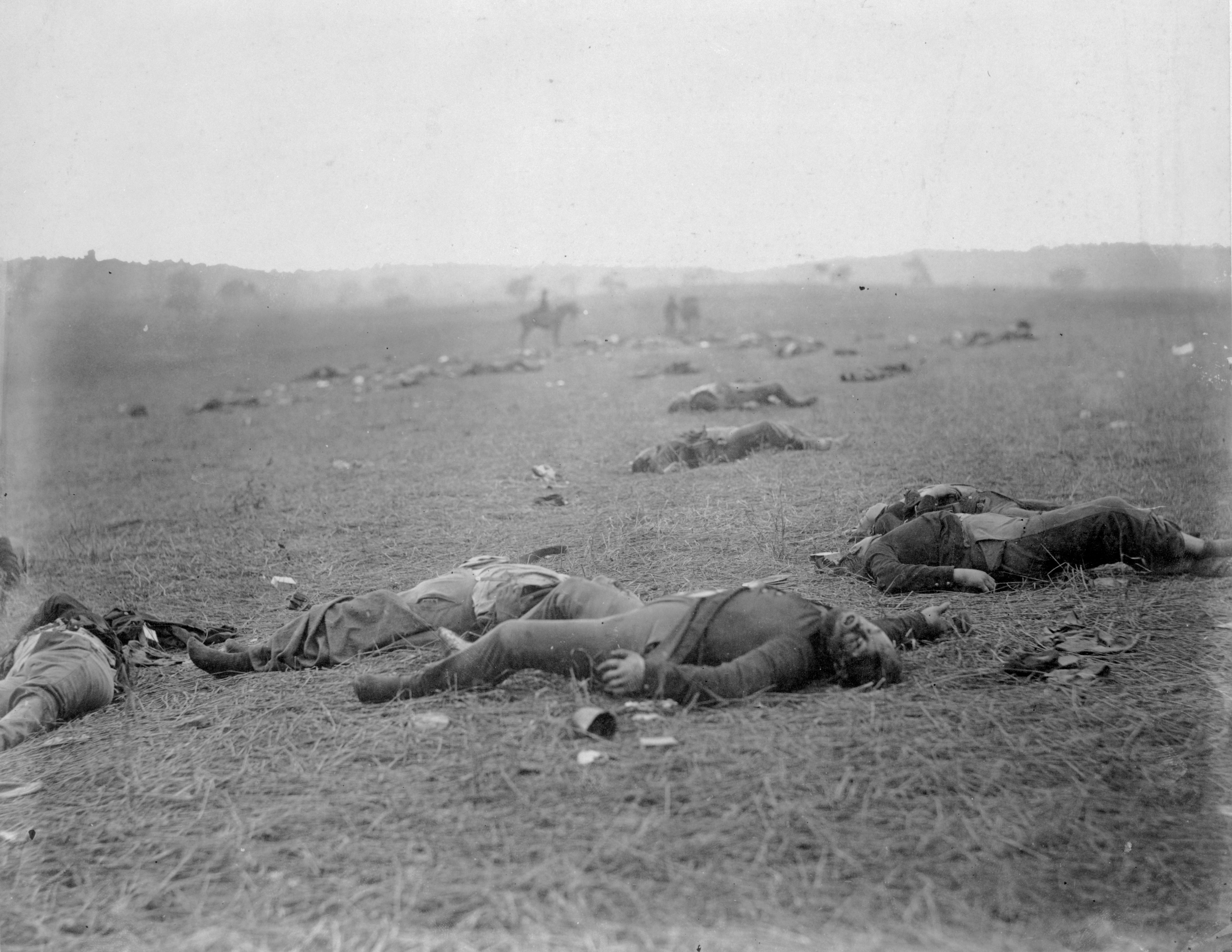
게티즈버그 전투에서 전사한 북부병사들의 시체 티모시 H. 오설리번 기자에 의해, 1863년 5월 5~6일 채록.

1863년 7월 1일에서 3일까지, 약 150,000명의 미합중국 병사가 게티즈버그 전투에서 부딪혔다. 이 전투는 남북전쟁의 중요한 전환점이 되었다. 이 전투는 당시 인구가 2400명 밖에 안되었던 게티스버그 마을 자체에도 큰 영향을 미쳤다. 전장에는 포토맥군과 남부 병사, 북버지니아군을 합해 7500명 이상의 병사와 5000마리 가량의 말의 시체가 뒹굴고 있었으며, 5월 여름에 들판에 내버려진 시체들이 썩는 냄새는 코를 찌를 정도였다.
이 때문에 죽은 시체를 절차를 맞춰 매장하는 것이 게티즈버그 마을에서 큰 일이 되었는데, 처음에는 마을에서 공동묘지 부지를 매입해 사망자 가족에게 매장료를 받아 매장하고자 하였다. 하지만 32세의 부유한 판사였던 데이비드 윌스는, 이 계획에 반대하고, 펜실베니아 주지사 앤드루 그레그 커틴에게 주 예산을 배정해서 국립묘지를 만들기를 청원했다. 윌스는 전장에서 죽은 병사들을 기리기 위한 17 에이커에 달하는 부지를 매입하도록 허가받았으며, 이에 따라 $2,475.87 의 예산을 배정받았다.

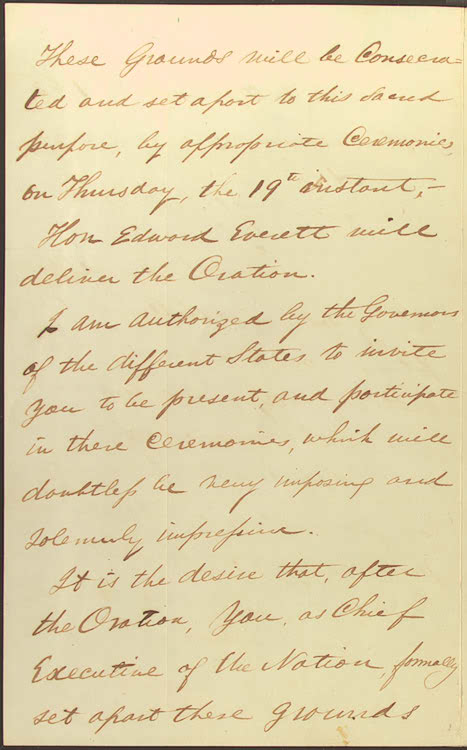
헌정사를 위해 에이브러햄 링컨을 초청하는 David Wills의 편지. 에드워드 에버렛이 주 연사를 맡을 것이라고 첨언함.

 윌스는 원래 10월 23일에 묘지 헌정식을 가지고자 미국 국무부 장관, 미국 상원 의원, 미국 하원 의원, 메사추세츠주 주지사, 하버드 대학 총장, 미국 부통령 후보를 맡았던 에드워드 에버렛을 주 연사로 초빙했다. 당시 에버렛은 연설가로서 이름을 날리고 있었다. 에버렛은 자신이 이 짧은 기간에 제대로 된 연설을 준비하기 어려울 것이라고 답하며 날짜를 연기할 것을 주문했으며, 장례 위원회에서는 이를 받아들이고, 날짜를 11월 19일 목요일로 연기했다.
윌스와 장례 준비 위원회에서는 이후 링컨 대통령을 초청했다. 윌스의 편지에서, "이 국가 행정부의 장으로서, 이 행사의 의의를 명확히 하는 짧은 몇 마디 헌정사를 남겨주시기 바랍니다." 고 한다. 링컨은 이 초청을 식이 시작하기 17일밖에 남지 않은 상태에서 받았으며, 이는 에버렛에 비해 40일 늦다. 링컨이 윌스의 편지를 받으리라고 예상했다는 증거가 몇 가지 있기는 하지만, 행사를 시작하기 17일 전에 대통령을 초대하는 것은 19세기 기준을 적용해도 상당히 늦은 시간이었으며, 상당히 실례로 비춰질 수도 있었다. 게다가 윌스의 편지에서는 대통령에게 "행사에서 매우 작은 부분만 담당하게 될 것" 이라고 밝히고 있다. 이는 현대의 매우 큰 행사에서 유명인을 초청해 리본 자르기를 하는 것에 해당하는 것이다.
11월 18일 링컨은 게티즈버그에 열차로 도착했으며, 윌스의 집에 내빈으로 들어가 워싱턴 D.C.에서 쓰던 연설 원고를 손봤다. 전해 내려오는 이야기와는 다르게, 링컨은 기차 안에서 연설문을 끝내거나, 편지 봉투 뒷장에 연설문을 쓰지는 않았다. 그 이야기들은 행정실에 있었던 몇 편의 게티스버그 연설 초고와 데이브드 윌스의 집에서 연설문 편집을 했다는 증언과 상반된다. 11월 19일 9:30 오전에, 밤색 말을 타고 서기 윌리엄 H. 수어드와 미국 재무부 장관 새먼 P. 체이스, 이 마을 주민, 고위 관리, 전사자 유족들이 행진하고 있는 길에 합류했다.
당시 15000명에 달하는 사람들이 장례식에 모였다고 한다. 이 중에는 24 주 중 6 개 주의 주지사가 있었다: 펜실베니아 주의 앤드루 그레그 커틴,메릴랜드의 어거스투스 브래드퍼드, 인디애나의 올리버 P. 모턴, 뉴욕의 호레이쇼 세이모어, 뉴저지의 조엘 파커, 오하이오의 데이비드 토드. 캐나다의 정치가 윌리엄 맥더글도 링컨의 초청으로 참석했다. 실제 행사가 치러진 장소에 대해서는 서로 다른 의견이 있다. 전장 묘지에 매장되어있던 시신에 대한 이장 작업은 전투가 끝난 지 한 달도 채 안된 후부터 계속되고 있었으나, 행사 당일 절반도 끝나있지 못한 상황이었다.

## 정치적 중요성
1863년 8월, 남북전쟁의 사망자는 25만명에 달했다. 그 때문에 북부에서는 반전 분위기와 반 링컨 분위기가 일어나고 있었다. 당시 평화주의를 제창하던 미국 민주당(당시 Copperhead 라고 불리고 있었음)에서는 1864년 대통령 선거에서 링컨을 탄핵하려고 벼르고 있었으며, 이를 통해서 남부와 휴전협정을 체결하려고 하였다. 게다가 링컨의 1863년 징병 소집명령은 매우 심한 반대를 불러일으키고 있었다. 링컨의 징병 소집에 대한 분노는 게티즈버그 전투로부터 10일 후에 일어난 뉴욕 반 징병 폭동에서 극에 달했다. 1863년 9월, 펜실베니아주 주지사 Curtin 은 링컨에게 정계에서 반전 분위기가 고조되고 있다고 경고했다:
If the election were to occur now, the result would be extremely doubtful, and although most of our discreet friends are sanguine of the result, my impression is, the chances would be against us. The draft is very odious in the State... the Democratic leaders have succeeded in exciting prejudice and passion, and have infused their poison into the minds of the people to a very large extent, and the changes are against us.
(만일 선거가 지금 치러진다면, 결과가 좋을지 상당히 의심스럽습니다. 우리 신중한 지지자들이 선거 결과에 대해 낙관하고 있긴 하지만, 제 생각에는, 그렇지 않을 수도 있다고 생각합니다. 징병제는 주 내에서 심한 혐오를 불러일으키고 있습니다... 민주당 지도자들은 편견과 증오를 선동하는데 성공했으며, 많은 사람들의 마음에 독을 풀어넣었습니다. 그리고 이 결과는 우리에게 불리하게 작용할 것입니다. )

다음 해 대통령 선거가 치러질 것으로 예상하고 있었고, 링컨은 민주당이 득세할지 걱정하고 있었다. 그리고 이 걱정은 1864년 여름까지도 이어졌다. 1863년 가을 당시 링컨의 주 목적은 북부 사람들이 남북전쟁을 지속하도록 설득하고자 했으며, 게티즈버그 연설에서도 주 목적은 이에 맞춰졌다.

## 게티즈버그 연설 당일 행사 목록과 에버렛의 "게티즈버그 연설"

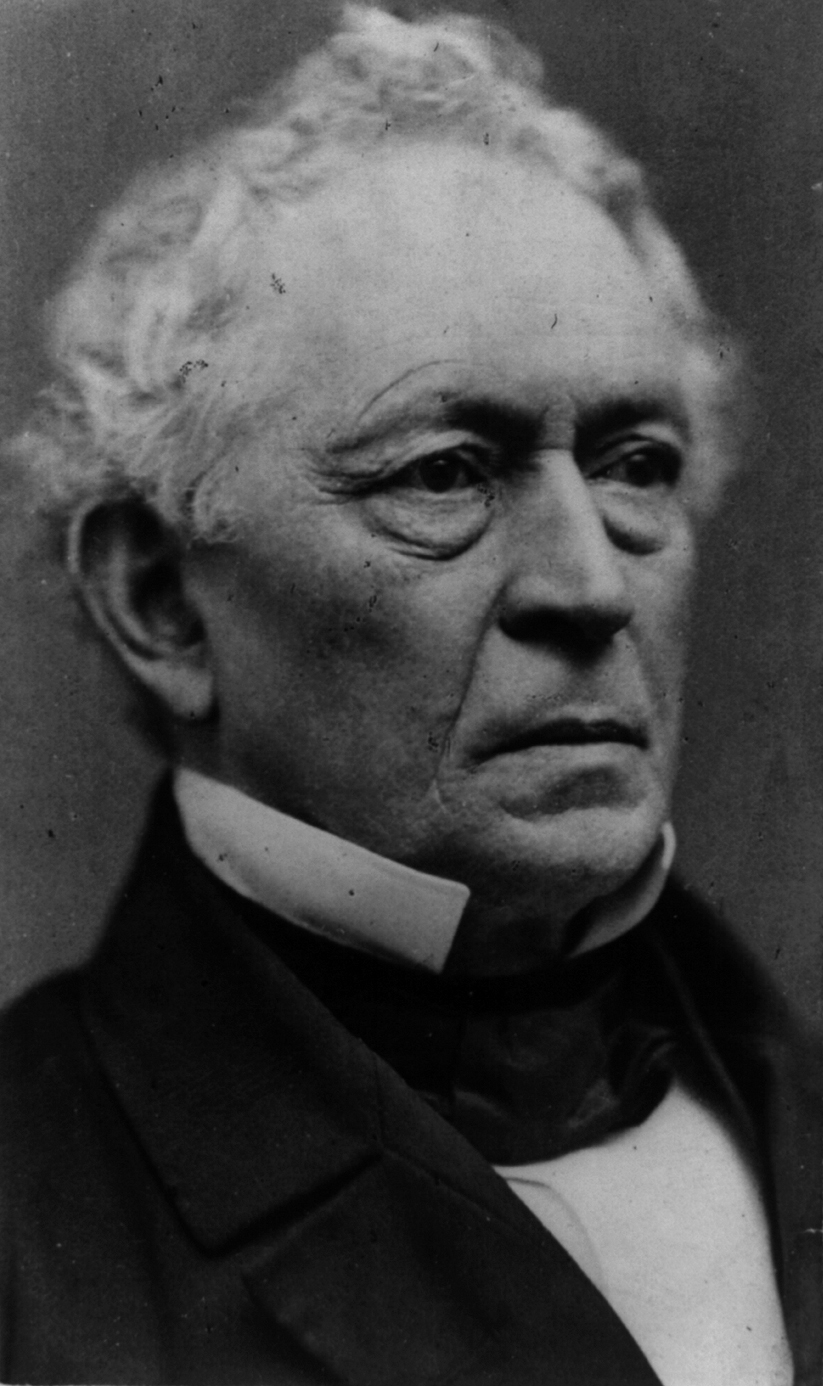
에드워드 에버렛(Edward Everett)은 링컨의 짧은 연설 전에 2시간 짜리 연설을 준비했다.

윌스와 장례위원회에 의해 짜여진 당일 행사 프로그램은 다음과 같다:
Birgfield's Band 의 음악
Reverend T.H. Stockton, D.D.의 기도
미국 해병 군악대의 음악
에드워드 에버렛의 연설
음악, B.B. French, Esq 작곡
미합중국 대통령 의 헌정사
상황에 따른 장송곡
Reverend H.L. Baugher, D.D.의 축성식
결국 역사에 명연설로 남겨진 것은 링컨의 짧은 연설이었지만, 당시 "게티즈버그 연설"로 알려진 것은 지금은 거의 잊혀진, 에버렛의 2 시간짜리, 13,607 단어로 된 연설이었으며, 이는 다음과 같이 시작한다:
"이번 해의 마지막 노동을 지켜보는 잔잔한 가을 하늘 아래, 앨러게니산맥이 굽어보는 아래에서, 우리 형제들의 무덤이 발밑에 있습니다. 저는 머뭇거리며 미약한 목소리로 신과 자연 아래 주신 고귀한 침묵을 깨고자 합니다. 하지만 이는 이는 여러분께서 제게 주신 의무입니다; — 여러분, 너그러이 허락해주십시오, 그리고 여러분의 동정을 바랍니다....(Standing beneath this serene sky, overlooking these broad fields now reposing from the labors of the waning year, the mighty Alleghenies dimly towering before us, the graves of our brethren beneath our feet, it is with hesitation that I raise my poor voice to break the eloquent silence of God and Nature. But the duty to which you have called me must be performed; — grant me, I pray you, your indulgence and your sympathy.)"
그리고 2 시간뒤에 이렇게 끝난다:
"하지만, 저는 단연히 확신하건데, 우리가 이 순교한 영웅들의 재 아래 작별을 고하는동안, 문명세계에서 생긴 이 거대한 전쟁은 우리 나라의 가장 영광스러운 기록으로 남을 것입니다.. 이 게티즈버그 전투에 관한 모든 기록보다 빛나는 페이지는 없을 것입니다. (But they, I am sure, will join us in saying, as we bid farewell to the dust of these martyr-heroes, that wheresoever throughout the civilized world the accounts of this great warfare are read, and down to the latest period of recorded time, in the glorious annals of our common country, there will be no brighter page than that which relates the Battles of Gettysburg.)"

## 게티즈버그 연설문

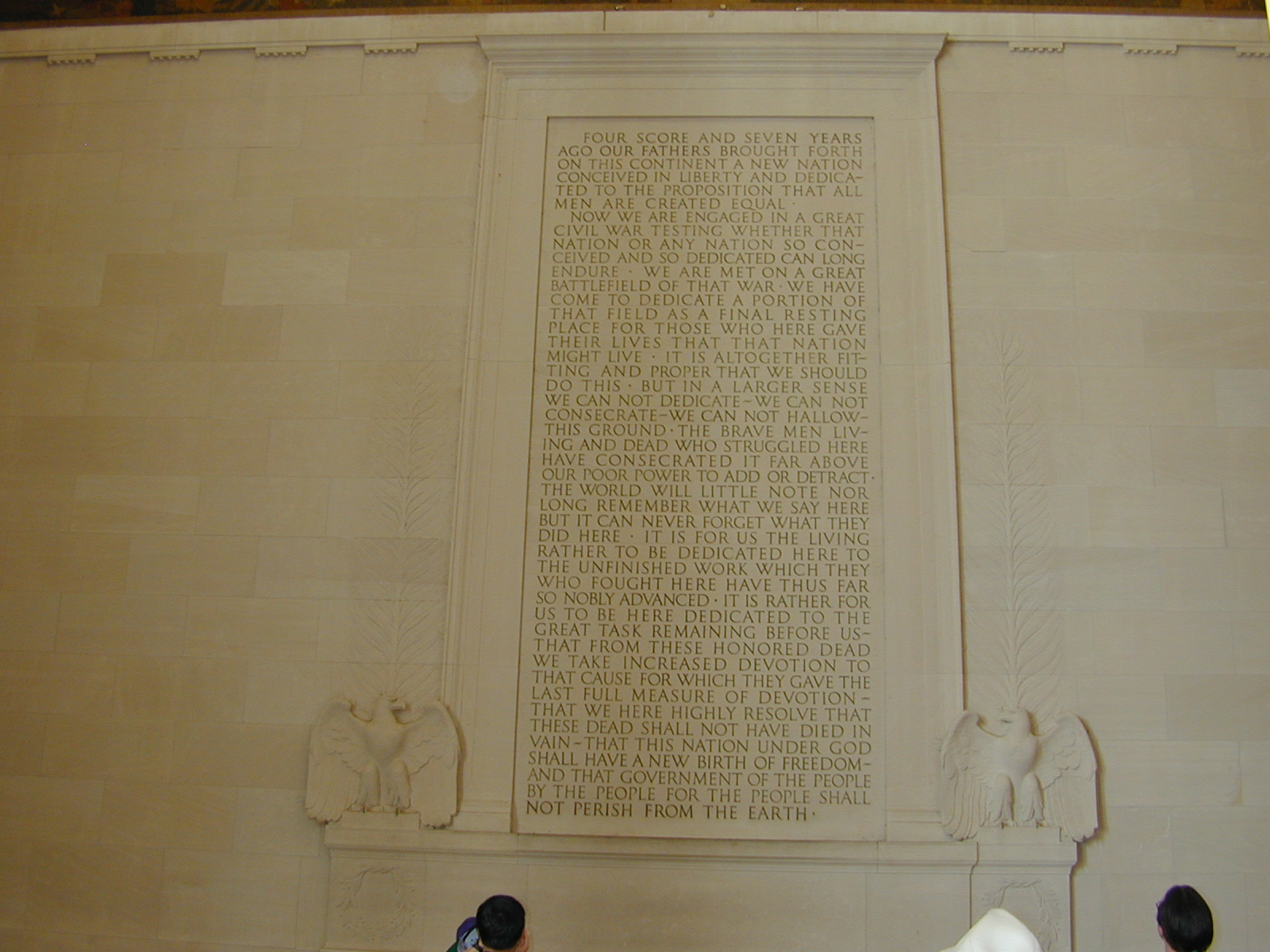
링컨 기념관의 에이브러햄 링컨 조각상 좌측에 새겨진 연설문

에버렛의 반응이 좋았던 연설 이후, 링컨은 몇 분동안 "짧은 헌정사 몇마디"를 남겼다. 그는 전쟁을 열 몇 문장 안에 요약해낼 수 있었다.
링컨의 연설이 역사적으로 중대한 의미를 가지지만, 현대 학자들은 이 연설의 정확한 단어 사용과 배치에 대해 의견이 분분하며, 당시 연설에 대한 수기와 신문들의 기록도 전부 조금씩 다른 상황이다. 링컨 자신이 쓴 필사본들조차도 여러 종류로 나뉘어있는 상황이다. 이 여러 판본 중에서 블리스 판은 연설 이후에 친구에게 보내주기 위해 작성한 것인데, 많은 사람들이 이를 표준 판본으로 인정한다. 하지만 이 원고는 연설 전에 링컨이 준비하고 발표한 것과 약간 다르다. 이 버전은 링컨이 쓴 연설문 중 링컨 자신의 서명이 붙어있는 유일한 연설문이며, 링컨이 쓴 게티즈버그 연설문 중 제일 마지막으로 쓴 것으로 알려져 있다.
| “ | Four score and seven years ago our fathers brought forth on this continent a new nation, conceived in liberty, and dedicated to the proposition that all men are created equal. Now we are engaged in a great civil war, testing whether that nation, or any nation, so conceived and so dedicated, can long endure. We are met on a great battle-field of that war. We have come to dedicate a portion of that field, as a final resting place for those who here gave their lives that that nation might live. It is altogether fitting and proper that we should do this. But, in a larger sense, we can not dedicate, we can not consecrate, we can not hallow this ground. The brave men, living and dead, who struggled here, have consecrated it, far above our poor power to add or detract. The world will little note, nor long remember what we say here, but it can never forget what they did here. It is for us the living, rather, to be dedicated here to the unfinished work which they who fought here have thus far so nobly advanced. It is rather for us to be here dedicated to the great task remaining before us—that from these honored dead we take increased devotion to that cause for which they gave the last full measure of devotion—that we here highly resolve that these dead shall not have died in vain—that this nation, under God, shall have a new birth of freedom—and that government of the people, by the people, for the people, shall not perish from the earth. | ” |

다음은 그 번역문이다:
| “ | 1. 여든 하고도 일곱해 전, 우리의 선조들은 자유속에 잉태된 나라, 모든 사람은 평등하다는 믿음에 바쳐진 새 나라를 이 대륙에 낳았습니다. 지금 우리는 그 나라, 혹은 그같이 잉태되고 그같이 헌신된 나라들이 오래도록 버틸수가 있는가 시험받는 내전을 치르고 있습니다. 그리고 우리는 그 전쟁의 거대한 격전지가 되었던 싸움터에 모였습니다. 우리는 그 땅의 일부를, 그 나라를 살리기 위하여 이 곳에서 생명을 바친 이들에게 마지막 안식처로서 바치고자 모였습니다. 이것은 우리가 그들에게 해 줘야 마땅하고 옳은 일인 것입니다. 그러나 더 넓은 의미에서, 우리는 이 땅을 헌정하거나… 봉헌하거나… 신성하게 할 수 없습니다. 이곳에서 싸우다 죽은, 혹은 살아남은 용사들이 이미 이 땅을 신성하게 하였으며, 우리 미약한 힘으로는 더 보탤 수도, 뺄 수도 없기 때문입니다. 우리가 지금 이 자리에서 말하는 것을 세상은 주목하지도, 오래 기억하지도 않을 것입니다. 하지만 그 용사들이 이곳에서 한 일은 결코 잊지 못할 것입니다. 우리, 살아남은 이에게 남겨진 일은 오히려, 이곳에서 싸운 이들이 오래도록 고결하게 추진해온, 끝나지 않은 일에 헌신하는 것입니다. 우리에게 남은 일은 오히려, 명예로이 죽은 이들 뜻을 받들어, 그분들이 마지막 모든 것을 바쳐 헌신한 그 대의에 더욱 헌신하는 것입니다. 그것은 그분들 죽음이 헛되지 않도록 하고, 신의 가호 아래, 이땅에 새로운 자유를 탄생시키며, 인민을 위한, 인민에 의한, 인민의 정부가 지구상에서 사라지지 않도록 하는 것입니다. 2. 87년 전(1863년 – 1776년 = 87년), 우리 선조는 모든 인민은 자유와 평등을 향수할(누릴) 권리를 가진다고 선언하고 미합중국을 건국하였습니다. 지금 남북 전쟁으로 국가가 존폐 위기에 처해있습니다. 이 나라를 구하기 위해 고귀한 생명을 바친 전몰 군인을 추모하기 위해 우리는 여기에 왔습니다. 그들의 희생을 기리는 것은 우리의 의무라고 생각합니다. 나라를 구하기 위해 헌신한 사람들이 있었기에 우리는 여기에서 추모행사를 하게 된 것입니다. 세상 사람들은 우리가 여기에서 말한 것은 기억하지 못하겠지만, 자유와 평등을 지키기 위해 희생한 이들의 공적은 절대 잊지 못할 것입니다. 그들이 다하지 못한 일은 우리 후손들이 완수해야 할 책무라고 생각합니다. 그들의 희생이 헛되지 않도록 우리는 전력을 기울입시다. 그리고 인민의, 인민에 의한, 인민을 위한 정치가 이 지구에서 영원할 수 있도록 우리는 모두 노력해야 합니다. 3. 87년 전, 우리 선조는 자유에 기반을 두고 모든 사람은 평등하게 태어났다는 전제하에 이 땅에 새로운 나라를 세웠습니다. 지금 우리는 이렇게 탄생한 나라가 존속할 수 있는지를 시험하는 격전지에 목숨을 바친 사람들의 영원한 안식처 일부를 봉헌하기 위해 여기에 왔습니다. 우리가 그들의 숭고한 희생을 기리는 것은 마땅히 해야 할 일이라고 생각합니다. 그러나 더 넓은 의미에서 보면, 우리는 이 땅을 봉헌할 수도, 신성하게 할 수도, 거룩하게 할 수도 없습니다. 왜냐하면, 이곳에서 싸웠던 용사가 이미 이 땅을 신성하게 만들었기 때문에 우리의 미약한 힘으로는 더 가감할 수 없습니다. 세상은 우리가 여기에서 무엇을 말하는지 주목하지도 기억하지도 않겠지만, 그들의 공적만큼은 절대 잊지 않을 것입니다. 우리는 이곳에서 희생된 분들이 지금까지 이루어 놓은 미완의 과업을 완수하기 위해 노력해야 합니다. 대의를 위해 명예롭게 죽은 분들의 뜻을 이어받고 더욱 헌신해야 합니다. 순국 영령들의 희생이 헛되지 않도록 굳게 다짐합시다. 이 나라는 하나님의 보호 아래 새로운 자유를 맞이할 것입니다. 그리고 인민의, 인민에 의한, 인민을 위한 정치가 이 땅에서 사라지지 않도록 우리가 모두 합심 협력해야 합니다. 4. 지금으로부터 87년 전 우리 선조는 자유를 기반으로 모든 사람은 태어나면서부터 평등하다는 전제하에 새로운 나라를 이 대륙에 세웠습니다. 오늘날 우리는 이렇게 탄생한 한 나라가 오랫동안 존속할 수 있는지를 시험하는 큰 내전을 치르고 있습니다. 우리는 이 나라를 위해 목숨을 바친 사람들에게 격전지 일부를 영원한 안식처로 봉헌하기 위해 왔습니다. 우리가 그들의 숭고한 희생을 기리는 것은 마땅히 해야 할 일입니다. 그러나 더 넓은 의미에서 보면, 우리는 이곳을 봉헌할 수도, 신성하게 할 수도, 거룩하게 할 수도 없습니다. 순국한 용사들이 이미 이곳을 신성하게 만들었기에 우리의 나약한 힘으로는 더 가감할 수 없습니다. 세상은 우리가 여기에서 무엇을 말했는지 기억하지 못하겠지만, 그들이 이곳에서 행한 공적만큼은 절대 잊지 않을 것입니다. 따라서 이곳에서 싸웠던 사람들이 훌륭하게 이뤄 놓은 미완의 과업을 완수해야 할 사람은 바로 우리입니다. 대의를 위해 명예롭게 죽은 분들의 유지를 받들고 남겨진 과업을 위해 전념합시다. 우리는 그들의 죽음이 헛되지 않도록 굳게 다짐합시다. 하느님의 보호 아래 이 국가는 새로운 자유를 맞이할 것입니다. 그리고 인민의, 인민에 의한, 인민을 위한 정치가 이 지구에서 영원하도록 우리는 협력해야 합니다. 5. 87년 전, 우리 선조들은 모든 인간은 평등하게 태어났다는 것을 전제로 하고 자유를 기반으로 한 새로운 나라를 이 대륙에 세웠습니다. 지금 우리는 큰 내전으로 우리나라의 존속 여부를 시험받고 있습니다. 우리는 최대의 격전지에 모였습니다. 이 나라를 구하기 위해 기꺼이 자신의 목숨을 바친 이들에게 이 땅의 일부를 영원한 안식처로 바치고자 우리는 이곳에 왔습니다. 희생자를 기리는 것은 우리가 마땅히 해야 할 일입니다. 하지만 더 넓게 생각해 보면 우리는 이곳을 봉헌할 수도, 신성하게 할 수도, 거룩하게 할 수도 없습니다. 여기에서 싸웠던 용사들이 이곳을 신성하게 만들었기 때문에, 우리의 미약한 힘으로 더는 어찌할 수가 없습니다. 세상 사람들은 우리가 이 땅에서 무엇을 말하는지 주목하거나 기억하지 않겠지만, 그들이 이루어 놓은 공적만큼은 절대로 잊지 못할 것입니다. 이곳에서 목숨을 바쳐 그들이 훌륭하게 발전시킨 미완의 과업에 헌신하는 것은 우리의 몫입니다. 우리 앞에 남겨진 위대한 과업에 헌신해야 할 사람은 바로 우리입니다. 우리는 명예롭게 죽은 이들이 끝까지 지키고자 했던 대의를 위해 헌신해야 합니다. 또 이들의 죽음이 헛되지 않도록 굳게 다짐합시다. 하나님의 보호 아래 이 나라는 새로운 자유의 탄생을 맞이할 것입니다. 그리고 인민의, 인민에 의한, 인민을 위한 정치는 이 땅에서 영원히 사라지지 않아야만 합니다. 6. 팔십 칠 년 전, 우리의 선조들은 이 대륙에 자유를 토대로 하고, 모든 이가 평등하다는 전제에 충실한 새 나라를 세웠습니다. 지금 우리는 격렬한 전쟁으로 인해 선조들의 헌신으로 세워진 나라가 존속될 수 있을지를 시험받고 있습니다. 우리는 이 격전지에 와 있습니다. 우리는 조국의 존속을 위해 목숨을 바친 영웅들에게 이 지역의 일부를 그들의 영원한 안식처로 봉헌하고자 이 자리에 오게 되었습니다. 영령들을 기리고 추모하는 것은 우리가 마땅히 해야 할 일입니다. 그러나 더 넓은 의미에서, 우리는 이 땅에 헌신할 수도, 이 땅을 신성하게 할 수도, 거룩하게 할 수도 없습니다. 이미 이 전투에 참여해 생존하거나 전사한 그 용맹한 군인들이 이곳을 성지로 만들었기 때문입니다. 세상은 우리가 이곳에서 말한 것에 주목하지 않을 것입니다. 하지만, 그 용사들의 공적만큼은 영원히 간직할 것입니다. 이 땅에서 싸운 전사들의 희생으로 고귀하게 진행된 미완성의 과업에 헌신하는 것은 살아있는 우리들의 몫입니다. 우리 앞에 놓인 숭고한 과업에 헌신해야 할 사람은 바로 우리입니다. 그리고 그들이 자신의 목숨을 명예롭게 바치면서까지 지키고자 했던 대의에 우리는 모두 함께 전념해야 합니다. 이 자리에서 이들의 죽음이 헛되지 않도록 우리 모두 다짐합시다. 이 나라는 하나님의 뜻에 따라 새로운 자유의 탄생을 맞이하게 될 것입니다. 그리고 이 땅에서 인민의, 인민에 의한, 인민을 위한 정치가 절대 사라지지 않도록 함께 협력합시다. 7. 87년 전, 우리 선조는 모든 인간이 평등하게 창조되었다는 전제하에 이 대륙에 자유를 기반으로 한 새로운 국가를 세웠습니다. 지금 우리는 대규모 내전 중 스스로 헌신하면서까지 지키려고 했던 이 국가의 존속 여부를 시험받고 있습니다. 우리는 바로 전쟁의 격전지에 모였습니다. 우리는 이 땅의 일부를 조국을 위해 목숨을 바친 이들의 영원한 안식처로 봉헌하기 위해 이곳에 왔습니다. 전사자를 기리는 것은 우리가 마땅히 해야 할 일입니다. 하지만 더 넓은 의미에서 보면, 우리는 이곳을 바칠 수도, 신성하게 할 수도, 거룩하게 할 수도 없습니다. 용맹스럽게 참전한 사람들이 이곳을 신성하게 만들었기 때문에, 우리의 미약한 힘으로는 더하거나 감할 수 없습니다. 세상 사람들은 우리가 이 땅에서 말하는 것을 주목하거나 기억하지도 않을 것입니다. 하지만 그들이 이 땅에서 이루어 놓은 공적만큼은 절대 잊지 못할 것입니다. 이곳에서 싸웠던 그들이 지금까지 훌륭하게 발전시킨 미완의 과제에 매진하는 것은 살아있는 우리들의 몫입니다. 우리는 선조들이 모든 것을 바친 위대한 과업에 헌신해야 합니다. 명예롭게 죽은 이들이 전력을 다해 모든 것을 바친 대의를 위해 헌신해야 합니다. 그분들의 숭고한 희생과 헌신이 절대 헛되지 않도록 굳게 결의합시다. 하나님의 보호 아래 이 나라는 노예해방과 같은 새로운 자유의 탄생을 이루어낼 것입니다. 그리고 인민의, 인민에 의한, 인민을 위한 정치가 지상에서 영원히 사라지지 않도록 우리 모두 다 같이 노력합시다. | ” |

## 반응

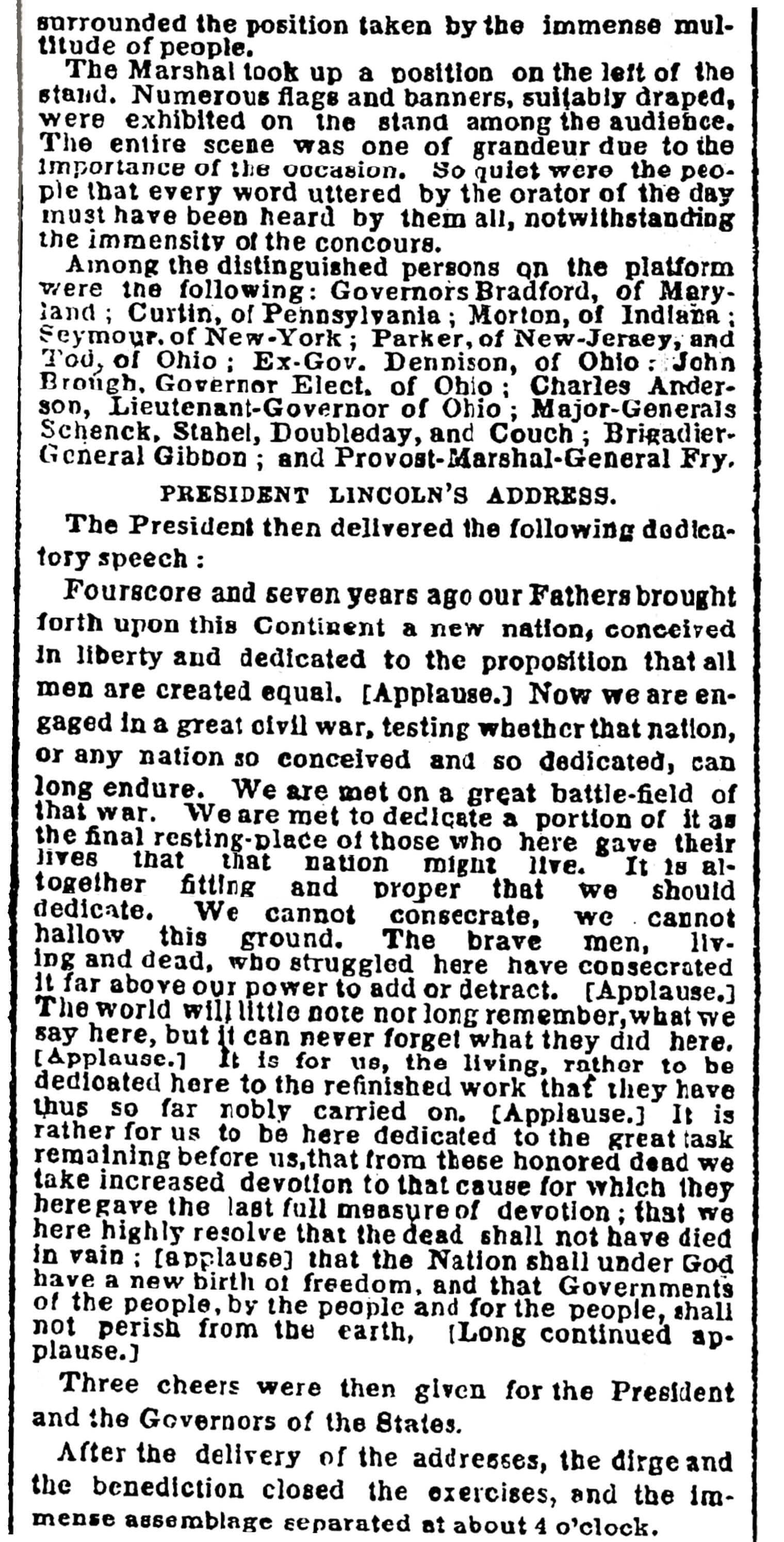
링컨의 연설이 박수갈채에 의해 다섯번 중단되었으며, 연설후 "오래 갈채를 받았다"고 쓴 1863년 11월 20일 뉴욕 타임즈지의 기사.

당시 링컨의 연설에 대한 평가는 다양하다. 링컨의 연설 당시 19세였던 새라 A. 쿡 메이어즈는 1931년에 87세의 나이로 회고록을 펴냈는데, 링컨의 연설 이후 위엄있는 침묵이 흘렀다고 증언한다: "저는 당시 대통령이 있는 자리에서 가까이 있었고, 연설을 전부 들었습니다, 조금 짧은 듯 했죠. 연설이 끝난 이후에는 종교행사처럼 위엄있는 침묵이 흘렀고, 박수갈채는 없었습니다."
 역사학자 셸비 푸트에 의하면, 링컨의 연설 이후 박수는 약간 지연되었고, 분산되었으며 "겨우 무례하지 않을 정도"였다고 한다. 반면, 당시 펜실베니아주 주지사 커틴은 "그는 모든 청중들이 들을 수 있을 정도로 웅장한 연설을 했으며, 청중들은 대통령이 눈앞에 있다는 것을 보며 숨죽이고 있었습니다.. 연설은 정말 감동적이었습니다! 다른 사람들도 대개 그렇게 평가했습니다!"
자주 인용되는 기록에서, 링컨은 자신의 경호원이었던 워드 힐 라몬에게 돌아서며, 자신의 연설을 질나쁜 쟁기에 비유하며, "그들의 마음 깊이 파고들지 못했다(won't scour.)" 고 한다. 게리 윌스에 따르면, 그 기록은 사실에 기초를 두지 않고 있으며, 라몬의 믿을 수 없는 회고록에 기초를 두고 있다고 한다. 게리 윌스는 링컨의 연설을 "링컨은 게티스버그에서 자기가 하고자 하는 목적을 성취했다." 고 평가한다.
다음날 링컨에게 쓰여진 편지에서 당시 첫 연설을 맡았던 에버렛은 링컨의 연설을 감동적이면서도 명료했다고 칭찬했다. 그의 편지에서 "내가 했던 두 시간 짜리 연설에서도 당신께서 2분만에 하신만큼 핵심에 다가갈 수 있었다면 정말 좋았을 겁니다." 링컨은 이 편지에 답해 자신의 연설이 "완전히 실패" 한 것이 아니라는 것을 알아 기쁘다는 답신을 보냈다.
당시 대중의 반응은 정치적 지지에 따라 두 가지로 나뉘었다. 당시 민주당에 우호적이었던 시카고 타임즈 지에서는 "모든 미국인의 뺨은 대통령의 멍청하고 평범한 일용잡부들이나 할 만한 연설이 외국의 지성들에게 발표된 것때문에 붉게 물들었을 것이다." 라고 한다. 반면에, 당시 공화당에 우호적이었던 뉴욕 타임즈 지에서는 칭찬 일색이었다. 당시 스프링필드 메사추세츠 의 공화당 신문에서는 연설 전문을 인쇄하고, 이 연설이 "완벽한 보석"이었다고 하며, 이 연설이 "풍부한 감성과, 명료한 생각과 표현, 모든 단어와 마침표 하나 하나에 우아한 맛이 깃들어있다" 고 하며, 공화당에서는 링컨이 한 간단한 연설이 "앞으로의 모든 연설의 본보기"가 될 것으로 예측했다.

## 영향
게티즈버그 연설은 링컨 자신의 예측("세상은 주목하지도, 오래 기억하지도 않을 것입니다.")을 뒤엎고 많은 영향을 남겼다. 게티즈버그 연설은 링컨 기념관 남쪽 벽의 현판 아래 기록되어있으며, 대중 문화에도 영향을 미치며, 현대 청중들에게도 링컨이 사용했던 비유나 말들이 영향을 끼치고 있다.
발표된 지 몇 세대가 지난 지금, 게티즈버그 연설은 미국 역사에서 가장 유명한 연설로 남아있다. 링컨의 게티즈버그 연설은 자체로도 마틴 루터 킹의 "I Have a Dream" 연설에서 언급되고있다. 1963년 8월 링컨 기념관 계단앞에 서서, 킹 목사는 링컨 대통령에 대한 언급을 하며 연설을 시작한다. "지금으로부터 백 년 전, 한 위대한 미국인, 우리가 서있는 자리에 그림자를 남긴 사람이 노예 해방 선언을 하였습니다. 이 상징적인 선언은 불의에 시달리던 수백만에 달하는 흑인 노예들에게 희망을 주었습니다."
1958년 제헌된 프랑스 5 공화국의 프랑스 헌법에서는 프랑스 공화국을 "gouvernement du peuple, par le peuple et pour le peuple" ("사람들을 위한, 사람들에 의한, 사람들의 정부")로 규정하며, 이는 정확히 링컨의 말에 대한 번역이다.
이 연설은 미국의 애국적인 전통의 일부가 되었다. 교육과정에서 학생들이 이 연설을 외우고 있으며, 많은 문필가와 시인들에 의해 인용되고 있다.
미국 항공모함 USS Abraham Lincoln (CVN-72) 호는 배의 좌우명을 "죽지 않으리라" 로 잡고 있다.